# Сражение при Странгфорд-Лохе

Ирландия в середине IX — начале XI века

Сражение при Странгфорд-Лохе — состоявшееся в 877 году вблизи залива Странгфорд-Лох сражение, в котором войско дублинских викингов под командованием Барда нанесло поражение войску скандинавов во главе с королём Йорвика Хальфданом Рагнарссоном.

## Исторические источники
О сражении при Странгфорд-Лохе и связанных с ним событиях упоминается в нескольких ирландских анналах, в том числе, в «Анналах Ульстера», «Анналах четырёх мастеров», «Хронике скоттов», а также в трактате «Война ирландцев с чужеземцами».

## Предыстория
По свидетельству анналов, в 870-х годах среди ирландских викингов велась междоусобная война за контроль над Дублином. Враждующими сторонами были скандинавы во главе с Альбаном, называвшиеся «Dubgaill», и предводительствуемые Баридом мак Имаром скандинавы, упоминавшиеся под названием «Finngaill». Современные историки неоднократно анализировали известия источников о этих событиях, но так и не пришли к единому мнению по ряду важных вопросов. Так, до сих пор точно неизвестно, по каким признакам средневековые авторы разделяли представителей Dubgaill и Finngaill. Часть медиевистов считает, что эти термины переводятся соответственно как «тёмные чужеземцы» и «светлые чужеземцы», и в этом случае речь должна идти о противостоянии между данами и норвежцами. Другая часть историков предполагает, что термин «Dubgaill» должен переводиться с древнеирландского языка как «новые чужеземцы», а термин «Finngaill» как «старые чужеземцы», и в таком случае враждовавшими группами были уже давно осевшие в Ирландии скандинавы (возможно, норвежцо-гэлы) с одной стороны и недавно прибывшие на остров скандинавы с другой. Также высказывается предположение, что этимология термина «Finngaill» может возводиться к ирландскому словосочетанию «честные (или справедливые) чужеземцы». Консенсус среди историков есть только в том, что Альбан ирландских анналов тождественен правителю Йорка Хальфдану, сыну Рагнара, а Барид мак Имар — Барду, сыну Ивара.

## Сражение
С 873 года Хальфдан и Бард оспаривали друг у друга власть над Дублином. При этом город несколько раз переходил от одного из них к другому. Воспользовавшись отсутствием Хальфдана в Ирландии, Бард в 876 или 877 году снова овладел столицей королевства ирландских викингов.
Вероятно, Хальфдан, в то время правитель королевства викингов со столицей в Йорке, получил известие о потере Дублина незадолго до того, как в результате мятежа своих соплеменников он должен был в 877 году бежать из своих владений. Всего с тремя кораблями он отплыл из Британии в Ирландию, и вместе со своими воинами высадился на берег в заливе Странгфорд-Лох. Сюда же во главе с Бардом прибыло и войско дублинских викингов. На берегу залива состоялось кровопролитное сражение, победу в котором одержали воины из Дублина. Среди множества погибших викингов был и сам Хальфдан. Ранение в битве получил и Бард.

## Последствия
Победа в сражении при Странгфорд-Лохе позволила Барду сохранить власть над Дублинским королевством, которым он правил до 881 года. В Йорвике же после гибели Хальфдана начался период безвластия, завершившийся только в 883 году с восшествием на престол этого королевства Гутфита I.